# Maria Adamczyk
Maria Adamczyk (ur. 21 stycznia 1938, zm. 12 października 2013) – polska filolog, specjalista w zakresie historii literatury staropolskiej i teorii literatury, profesor doktor habilitowany Uniwersytetu im. Adama Mickiewicza w Poznaniu.

## Życiorys
W latach 1984–1987 i 1990–1993 piastowała funkcję wicedyrektora Instytutu Filologii Polskiej na Wydziale Filiologii Polskiej i Klasycznej Uniwersytet im. Adama Mickiewicza w Poznaniu oraz kierownika Zakładu Literatury Staropolskiej i Oświecenia, na tejże uczelni. Tytuł naukowy profesora otrzymała w 1998 roku.
Została pochowana na Cmentarzu Junikowo w Poznaniu.

## Wybrane odznaczenia
- Złoty Krzyż Zasługi